# Chiesa della Visitazione (Salò)

Facciata della chiesa in Via Vittorio Emanuele II

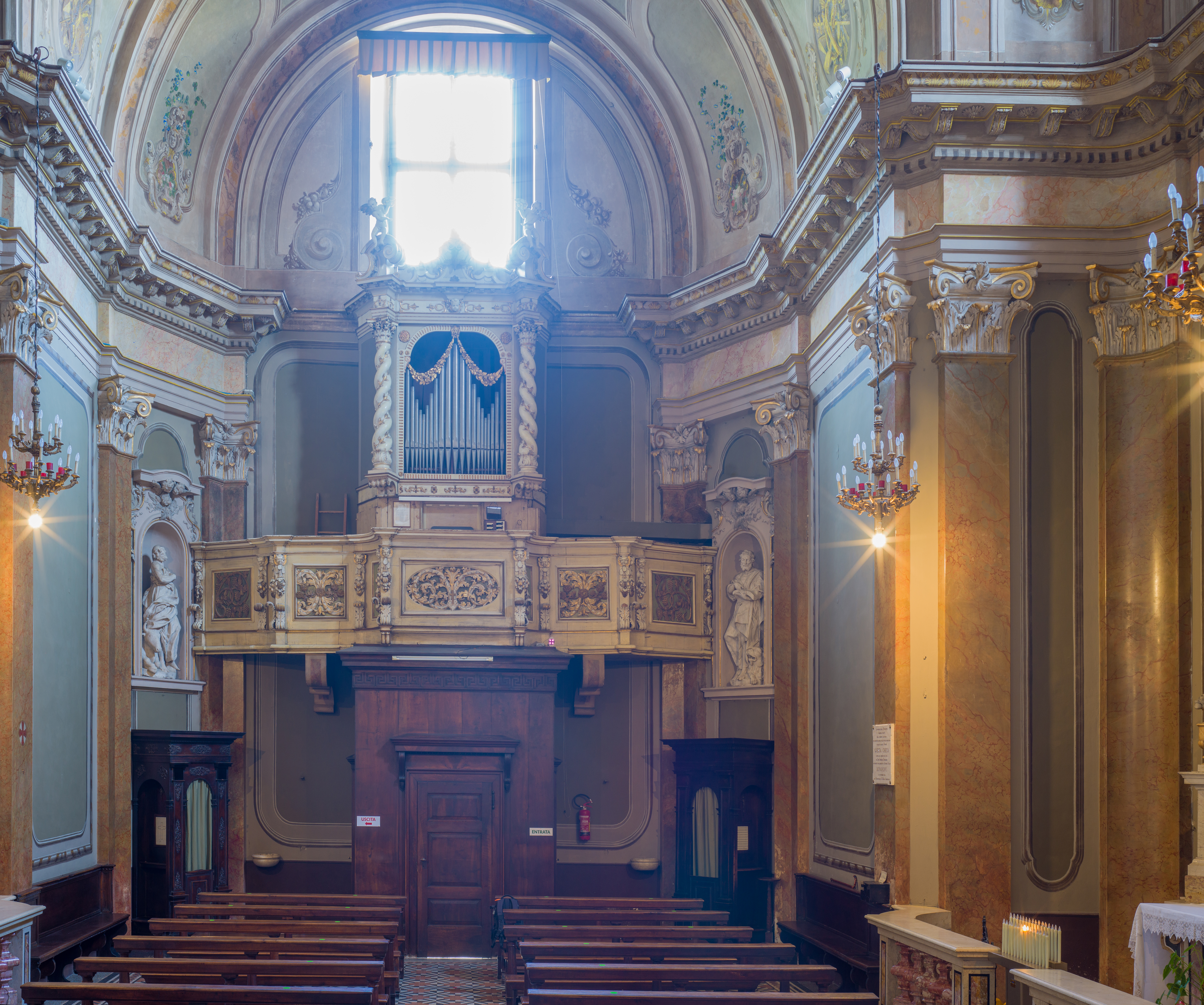
Controfacciata con organo

La chiesa della Visitazione è un edificio di culto cattolico di Salò, in provincia e diocesi di Brescia.

## Storia
La chiesa fu eretta, sull’attuale piazza Vittorio Emanuele II, dall'ordine della Visitazione di Santa Maria (monache visitandine), dopo che queste costruirono un monastero nel 1712. Nel novembre 1715 il vescovo di Brescia Giovanni Francesco Barbarigo poté consacrare la chiesa che fu aperta anche alla partecipazione dei fedeli. 
La chiesa fu progettata dall’architetto Antonio Spazzi. In tre anni e tre mesi l’opera fu portata a compimento e con essa si realizzò anche il coro, separato dalla chiesa con un muro eretto dietro l’altare maggiore ma comunicante con una grata. La chiesa venne probabilmente costruita su palafitte perché il lago, fino ad un secolo prima, entrava ben oltre la metà dell’attuale Piazza Vittorio Emanuele II, che per questo motivo era chiamata anche Fossa.

## Descrizione della chiesa

### Facciata
Nel 1725 lo Spazzi disegnò anche la facciata, che venne però realizzata solo nel 1825 da Romualdo Turrini. Rispetto al progetto originale, vennero aggiunte quattro nicchie con le statue di Giovanni Fantoni in marmo bianco di Negrar di S. Agostino, S. Francesco di Sales, Santa Giovanna Francesca di Chantal e Santa Margherita Maria Alacoque.

### Interno

#### Altari

Altare di San Giuseppe
Altare di San Francesco di Sales
Pala dell'altare maggiore

L’edificio è strutturato su una navata e dotato di tre altari.
Il maggiore, con le statue della Fede e della Carità, è opera dello scultore Giuseppe Cantone e del nipote Giovanni Antonio Biasio. La pala dell'altare rappresenta la “Visitazione”, opera di Marcantonio Franceschini di Bologna. 
L’altare, nella cappella di sinistra in marmo di Brentonico, è dotato di una pala di Girolamo Donini rappresentante San Giuseppe col Bambino ed ai piedi, genuflessa, la baronessa Giovanna di Chantal, fondatrice dell'ordine delle monache visitandine.
L’altare di destra ha una pala rappresentante S. Francesco di Sales di autore ignoto.
In prossimità della gradinata d’accesso al presbiterioue sono collocati due dipinti rappresentanti il Sacro Cuore di Ubaldo Gandolfi e Santa Margherita Maria Alacoque di autore sconosciuto 

#### Volte
La volta del presbiterio é decorata con un affresco raffigurante la Gloria della Trinità circondata da un coro di angeli ed i quattro pennacchi raffiguranti S. Ambrogio, S. Girolamo, S. Agostino e S. Gregorio Magno di Giovanni Antonio Cappello. 
Nella navata spicca l'affresco di San Francesco di Sales sospinto in paradiso, circondato da angeli musicanti sempre di Giovanni Antonio Cappello. 

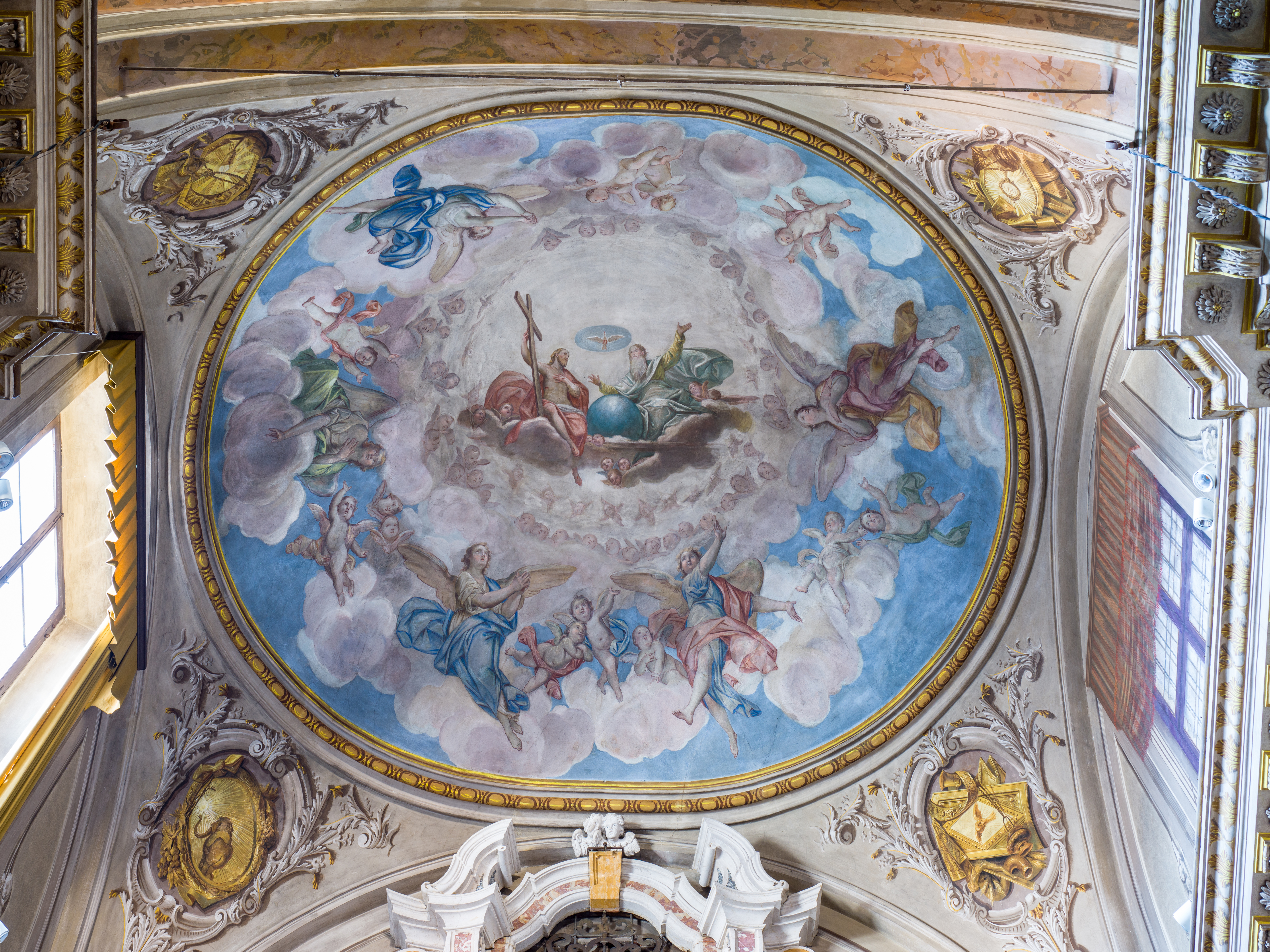
Volta del presbiterio
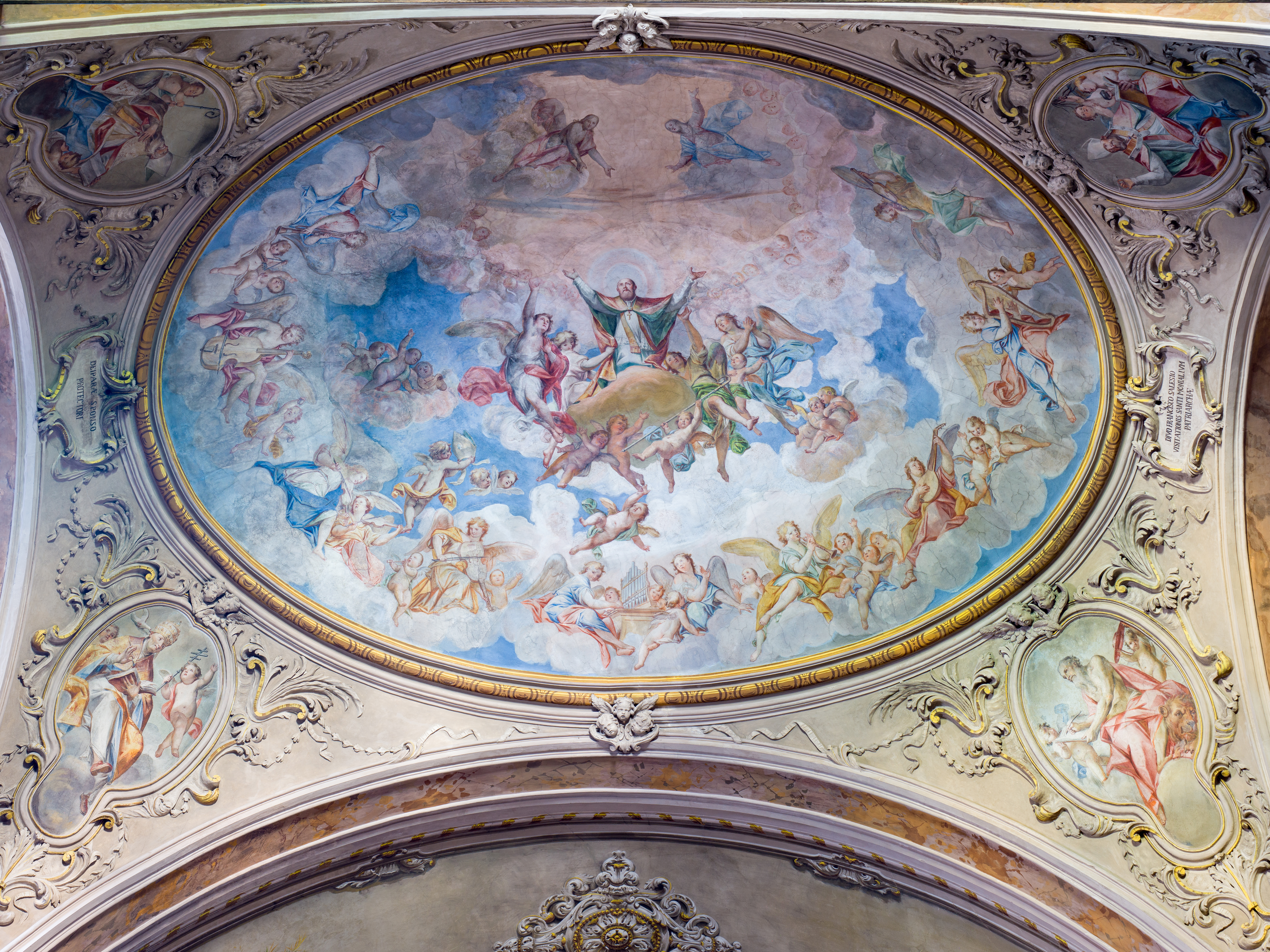
Volta centrale

## Organo

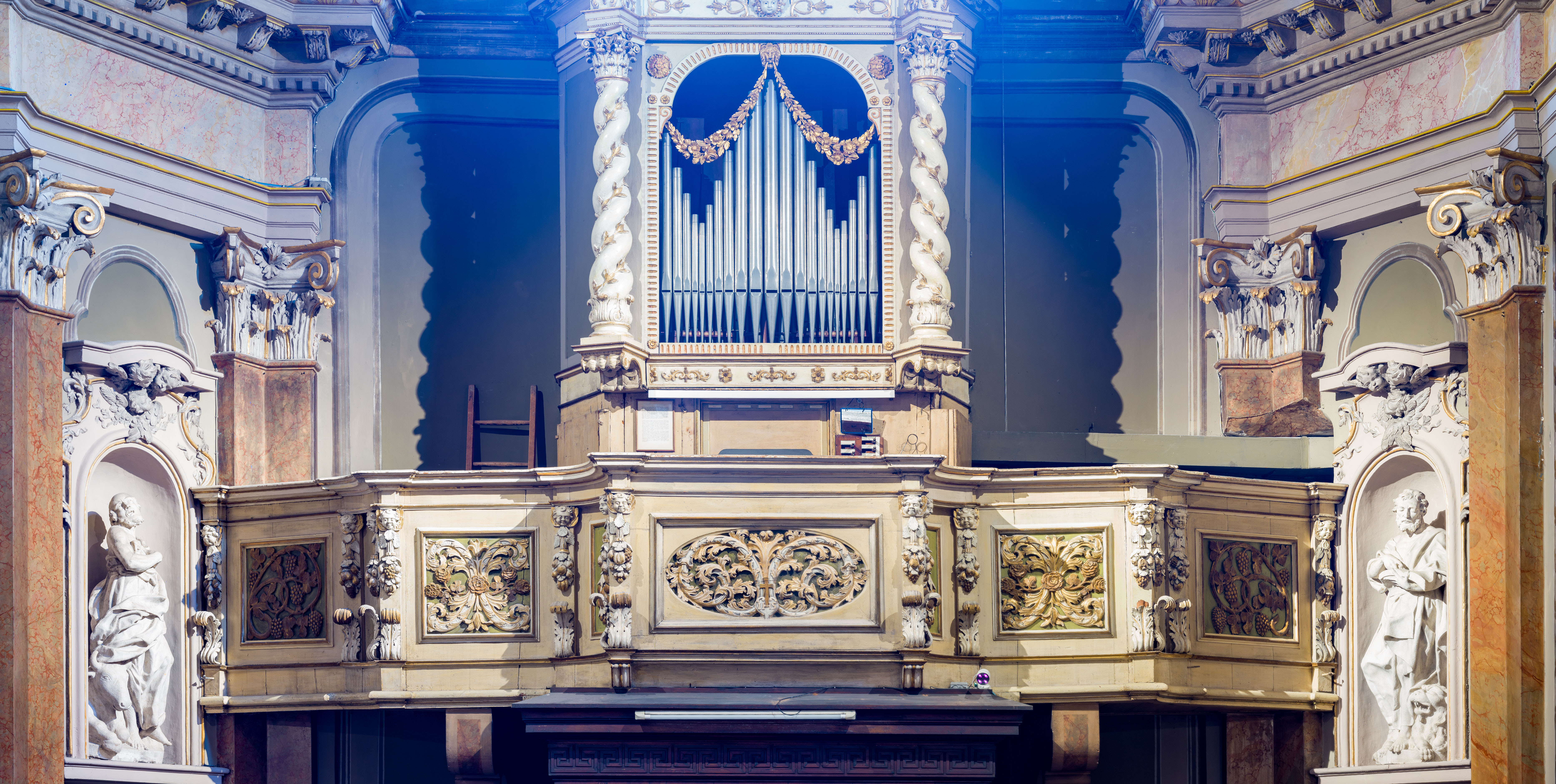
L'organo di Giuseppe Bonatti

L'organo è di Giuseppe Bonatti del 1715 con due corpi sonori ed è dotato di 26 registri a due tastiere.
Ai quattro angoli della chiesa sono collocate quattro statue di Antonio Calegari, in pietra di Botticino, rappresentanti gli evangelisti.
La chiesa è dotata di una piccola torre campanaria.